# Luperomorpha arabica
Luperomorpha arabica es una especie de insecto coleóptero de la familia Chrysomelidae. Fue descrita científicamente en 1979 por Doguet.